# Quadro de medalhas dos Jogos Olímpicos de Verão de 1920
Este é o Quadro de medalhas dos Jogos Olímpicos de Verão de 1920, realizados em Antuérpia, Bélgica. O ordenamento é feito pelo número de medalhas de ouro, estando as medalhas de prata e bronze como critérios de desempate em caso de países com o mesmo número de ouros. Se, após esse critério, os países continuarem empatados, posicionamento igual é dado e eles são listados alfabeticamente. Este é o sistema utilizado pelo Comitê Olímpico Internacional.
| Ordem | País               | Medalha de ouro | Medalha de prata | Medalha de bronze |    |
| ----- | ------------------ | --------------- | ---------------- | ----------------- | -- |
| 1     | USA Estados Unidos | 41              | 27               | 27                | 95 |
| 2     | SWE Suécia         | 19              | 20               | 25                | 64 |
| 3     | GBR Grã-Bretanha   | 15              | 15               | 13                | 43 |
| 4     | FIN Finlândia      | 15              | 10               | 9                 | 34 |
| 5     | BEL Bélgica        | 14              | 11               | 11                | 36 |
| 6     | NOR Noruega        | 13              | 19               | 9                 | 31 |
| 7     | ITA Itália         | 13              | 15               | 5                 | 23 |
| 8     | FRA França         | 9               | 19               | 13                | 41 |
| 9     | NED Países Baixos  | 4               | 2                | 5                 | 11 |
| 10    | DEN Dinamarca      | 3               | 9                | 1                 | 13 |
| 11    | RSA África do Sul  | 3               | 4                | 3                 | 10 |
| 12    | CAN Canadá         | 3               | 3                | 9                 | 9  |
| 13    | SUI Suíça          | 2               | 2                | 7                 | 11 |
| 14    | EST Estônia        | 1               | 2                |                   | 3  |
| 15    | BRA Brasil         | 1               | 1                | 1                 | 3  |
| 16    | AUS Austrália      |                 | 2                | 1                 | 3  |
| 17    | JPN Japão          |                 | 2                |                   | 2  |
| 17    | ESP Espanha        |                 | 2                |                   | 2  |
| 19    | GRE Grécia         |                 | 1                |                   | 1  |
| 19    | LUX Luxemburgo     |                 | 1                |                   | 1  |
| 21    | TCH Checoslováquia |                 |                  | 2                 | 2  |
| 22    | NZL Nova Zelândia  |                 |                  | 1                 | 1  |